# Open Bar
 (octobre 2008).
Si vous disposez d'ouvrages ou d'articles de référence ou si vous connaissez des sites web de qualité traitant du thème abordé ici, merci de compléter l'article en donnant les références utiles à sa vérifiabilité et en les liant à la section « Notes et références ».
Albums de Leeroy Kesiah
Le 2e Coup de massue
(2006)
Open Bar est le premier album solo de l'ex-rappeur du Saïan Supa Crew et d'Explicit Samouraï, Leeroy Kesiah.
Paru le 3 septembre 2007, il nous fait partager l'univers particulier et les lyrics crus de Leeroy.
Sur cet album il arrive a Leeroy de chanter dans certain morceaux : Lucile, J'n'ai pas choisi.
Open Bar est construit autour de productions apportées pour la plupart par Féfé du groupe OFX et membres tout comme Leeroy jusqu'en 2007 du Saïan Supa Crew, qui apparait aussi sur deux titres : J'n'ai pas choisi et Je viens de là où l'on m'aime titre qui est aussi présent sur l'album du chanteur Idir qui apparait aux côtés de Féfé en featuring : La France des couleurs.
Bien qu'elles viennent en grande majorités de Féniksi (Féfé) les productions de l'album sont de styles très divers et variés comme : l'instrumental de Petits Travers est plutôt Electro/House, Y'a des jours a un instrumental composé de guitare électrique et de basse ce qui apporte un côté rock a la POD et un côté blues grâce aussi a un sample particulièrement efficace, le titre Indigènes a un instrumental oriental, ...
L'album contient aussi une reprise du morceau de Trust, Antisocial paru sur l'album Répression en 1980 intitulé Antisocial 2007 où l'on peut certainement reconnaitre une critique envers Nicolas Sarkozy.
Dans le morceau Elle, Leeroy aborde le thème du titre Starfuckeuz de Rohff parut sur l'album Au-delà de mes limites, c'est-à-dire le thème du michtonnage. Mais il l'aborde de façon beaucoup plus crue, plus dure. Tout en décrivant le quotidien connu des prostituées, il rajoute une histoire fictive pour celle qu'il décrit dans son texte avec des anecdotes à un enfants placés à la DDASS, ou à une enfance marqués par un beau-père violent. Dans le morceau il reprend le célèbre refrain de Diam's en détournant les paroles du titre Jeune demoiselle paru en 2006 sur l'album Dans ma bulle : « Jeune Demoiselle recherche un mec mortel, un mec avec qui elle f'rais du benef', un mec si bête à qui elle f'rais d'la lèche donc si t'as les pépétes mec vite passe a la caisse. ».
Leeroy a ajouté de l'humour autour de la sortie de son album, en effet avant sa sortie il a mis en ligne une série de 4 vidéos intitulées Brèves de comptoirs. Mais l'humour est aussi dans son album, en pratiquant sur beaucoup de titres l'autodérision en se décrivant son état antipathique et dépravé après des soirées bien trop arrosées (Y'a des jours), ou en se décrivant au quotidien comme quelqu'un de sale (Petit Travers). Dans Comin' Out (avec Gush) il imagine un monde ou l'hétérosexualité serait mal vue par rapport à l'homosexualité, il se décrit donc en train de faire son coming out en s'expliquant sur le fait d'être hétéro. Il y a aussi l'interlude Allô Docteur où Leeroy est un patient appelant son médecin et expliquant à sa secrétaire qu'après que des rappeurs l'eurent menacé pour qu'il arrête de rapper car il est trop bon, il est devenu comme tous les autres à parler avec un accent banlieusard racailleux (qui n'est pas sans rappeler Inspecteur Disiz de Disiz la Peste et décrit le quotidien caricaturé d'un gangsta rappeur français basique. Dans ce titre, il critique une nouvelle tendance du rap français appelé le Rap Sale est représenté par : Alibi Montana, LIM, Al K-Pote, Alpha 5.20, etc.

## Anecdotes
Leeroy a eu l'occasion de présenter son album Open Bar du 20 au 25 août 2007 dans l'émission présentée par Fred Musa sur Skyrock : Planète Rap.

## Liste des titres
| N° | Titre                         | Featuring   | Durée |
| -- | ----------------------------- | ----------- | ----- |
| 1  | Y'a des jours                 |             | 4:02  |
| 2  | "Elle"                        |             | 4:02  |
| 3  | Comin' Out                    | Gush        | 3:31  |
| 4  | Indigènes                     |             | 3:05  |
| 5  | Open Bar                      |             | 3:52  |
| 6  | Home Sweet Home               |             | 4:07  |
| 7  | Petits Travers                |             | 3:38  |
| 8  | J'n'ai jamais choisi          | Féfé        | 4:14  |
| 9  | Hey Yo                        |             | 3:12  |
| 10 | Antisocial 2007               |             | 4:19  |
| 11 | Allo docteur                  |             | 1:57  |
| 12 | Je viens de là où l'on m'aime | Féfé & Idir | 4:43  |
| 13 | Lucile                        |             | 4:02  |
| 14 | Hey Yo (Paul Fuego Version)   |             | 3:56  |